# Las Juntas, Olinalá
Las Juntas är en ort i Mexiko.   Den ligger i kommunen Ahuacuotzingo och delstaten Guerrero, i den sydöstra delen av landet, 180 km söder om huvudstaden Mexico City. Las Juntas ligger 1 280 meter över havet och antalet invånare är 371.
Terrängen runt Las Juntas är kuperad. Runt Las Juntas är det ganska glesbefolkat, med 21 invånare per kvadratkilometer. Närmaste större samhälle är Olinalá, 9,2 km öster om Las Juntas. I omgivningarna runt Las Juntas växer huvudsakligen savannskog.